# ナイーブ
ナイーブ、ナイーヴ (naïve) は、「童心的」「うぶ」「世間知らず」「お人よし」「無警戒」「ばか正直」を意味するフランス語。

## 概要
日本では「飾りけがなく素直なさま」「純粋で傷つきやすいさま」「単純」「やさしい」という意味で使われ、近年の日本におけるナイーブはどちらかというと sensitive に近い。フランス語の本来の意味としてはあまり使われない。

## 芸術
- ナイーブ・アート - テーマが童心的な絵画のこと。素朴派の一つ。

## 商品名
ナイーブ - 1994年に発売されたボディケア商品。「植物性なので肌に優しい」という特徴を打ち出している。フランス語の直接的な意味ではなく、日本語の「やさしい」や「単純（シンプル）」という意味から命名された。